# کبوتر جنگلی ژاپنی
کبوتر جنگلی ژاپنی (نام علمی: Columba janthina) نام یک گونه از سرده کبوتر است.